# Comitato Centrale di Liberazione Nazionale
Alla fine del 1942, in coincidenza con la crisi del fascismo italiano, si formarono vari comitati in contatto con i partiti antifascisti. Dopo l'8 settembre questi movimenti si chiameranno, pressoché in modo univoco sul territorio nazionale, come comitati di liberazione nazionale. Il maggiore numericamente sarà il CLNAI (Comitato di Liberazione Nazionale Alta Italia).  Il 9 settembre 1943,il Comitato coordinante queste attività a Roma, preesistente e noto come Comitato delle opposizioni antifasciste, prese il nome di Comitato di liberazione nazionale a cui in seguito fu inserito l'aggettivo "centrale" per distinguerlo dal CLNAI, divenendo Comitato Centrale di Liberazione Nazionale (CCLN o CLN centrale). 
Era composto da personalità di alto rilievo quali  Alcide De Gasperi della DC, Alessandro Casati del Partito Liberale, Ugo La Malfa e Sergio Fenoaltea (PdA), Pietro Nenni e Giuseppe Romita del neonato PSIUP, Mauro Scoccimarro e Giorgio Amendola del PCI.

## Attività
Il suo primo atto fu l'emanazione di un proclama di resistenza e lotta contro la Germania nazista:
(CCLN)
Il CCLN concluse la sua attività il 6 giugno 1944, con la liberazione di Roma. L’8 giugno una delegazione composta dal presidente Ivanoe Bonomi, De Gasperi, Casati, Nenni, La Malfa e Fenoaltea (PdA), Scoccimarro, e Meuccio Ruini del Partito democratico del lavoro s’incontrò con una rappresentanza del governo e chiese un nuovo governo. Il primo ministro Pietro Badoglio rassegnò le dimissioni e Ivanoe Bonomi lo sostituì.